# Стамиц, Карл
Карл Филипп Стамиц (нем. Karl Philipp Stamitz, позднее нем. Carl Philipp Stamitz, чеш. Karel Stamic, крещён 8 мая 1745, Мангейм — 9 ноября 1801, Йена) — немецкий композитор и скрипач чешского происхождения, крупный представитель «мангеймской школы».
Старший сын чешского композитора и скрипача Яна Вацлава Стамица, руководившего придворным оркестром в Мангейме. Первые уроки игры на скрипке получил от отца, после кончины того в 1757 году продолжил обучение у нового капельмейстера Мангеймского оркестра Кристиана Каннабиха, а также у придворных композиторов Игнаца Хольцбауэра и Франца Ксавера Рихтера. В 17 лет стал играть на скрипке в дворцовом оркестре, но с 1770 года начал гастрольную деятельность по всей Европе как исполнитель-виртуоз на скрипке, альте и виоле д’амур, в частности, в 1775 выступал в Санкт-Петербурге. С 1795 года проживал в Йене, где и скончался в бедности.
Также Карл Стамиц был плодовитым композитором, работавшим в традициях «мангеймской школы» и раннего классицизма. Его перу принадлежат более 50 симфоний, 38 концертных симфоний, более 60 концертов для различных инструментов с оркестром (в том числе 11 концертов для кларнета с оркестром и концерт для альта с оркестром, считающиеся наиболее известными его произведениями), дуэты, трио и квартеты для различного состава инструментов, в том числе ряд дуэтов для скрипки и альта. Обе оперы Стамица утеряны.